# Tanjung Bulan (Rambang Kuang)
Tanjung Bulan is een bestuurslaag in het regentschap Ogan Ilir van de provincie Zuid-Sumatra, Indonesië. Tanjung Bulan telt 2073 inwoners (volkstelling 2010).